# Rolf Rabenhold
Rolf Rabenhold (* 12. Januar 1954) ist ein deutscher ehemaliger Fußballtorwart. In seiner 15-jährigen Torwartkarriere spielte er bei drei verschiedenen Betriebssportgemeinschaften in der zweitklassigen DDR-Liga.

## Sportliche Laufbahn
Seine Laufbahn im landesweiten Fußball in der DDR begann Rolf Rabenhold in der Saison 1975/76 bei der BSG Zentronik in Sömmerda. Der 21-Jährige war zunächst nicht für das Mannschaftskollektiv vorgesehen, hatte aber am 12. Spieltag der 22 Runden währenden DDR-Liga-Saison seinen ersten Punktspieleinsatz. In Vertretung für den ausgefallenen Stammtorhüter Hans Knobloch bestritt Rabenhold acht Ligaspiele, obwohl zu Saisonbeginn Hans-Joachim Linke als Ersatz vorgesehen war. Zur Saison 1976/77 nominierte die BSG Zentronik Rabenhold zum 1. Torwart, und er wurde auch in 21 der 22 Ligaspiele eingesetzt. Nachdem Rabenhold auch 1977/78 bei Zentronik als Stammtorwart vorgesehen war, wurde er auch in der Hinrunde dreizehnmal aufgeboten. Danach verschwand er für mehrere Monate von der Bildfläche.
Im November 1978 tauchte Rabenhold als Torwart beim Ost-Berliner DDR-Ligisten BSG Bergmann-Borsig auf. Dort löste der den bisherigen Stammtorhüter Hartmut Neuhaus ab. Rabenhold wurde vom 11. Spieltag an in allen zwölf restlichen Ligaspielen eingesetzt, wobei er von der fuwo in zwei Begegnungen als bester Spieler seiner Mannschaft ausgezeichnet wurde. Diese musste am Saisonende absteigen und verbrachte eine Spielzeit in der drittklassigen Bezirksliga. Nach dem Wiederaufstieg war Rabenhold drei Spielzeiten lang die Nr. 1 im Tor der Berliner und bestritt von den 66 Punktspielen 53 Begegnungen.
Nach einem kurzen Zwischenspiel wieder in Sömmerda, wo Rabenhold 1983/84 für die in Robotron umbenannte BSG einen Einsatz absolvierte, wechselte er im Laufe der Saison 1987/88 zur DDR-Liga-Mannschaft Motor Ludwigsfelde. Dort stand er zwischen dem 25. und 34. Spieltag in vier Punktspielen im Tor. Für die Saison 1988/89 hatte die BSG Motor Rabenhold als Nr. 1 im Tor vorgesehen, er konnte sich jedoch gegen seine Konkurrenten Andreas Hawa und Dirk-Uwe Lormis nicht durchsetzen und blieb in der 1. Mannschaft ohne Einsatz. Zur Saison 1989/90 stufte die BSG-Leitung Rabenholz nur als dritten Torwart hinter Hawa und Lormis ein. Mit Beginn der Rückrunde wurde Rabenholz dann aber in 16 der 17 auszutragenden Ligaspielen aufgeboten. Am Saisonschluss stand Motor Ludwigsfelde als Absteiger fest und der 36-jährige Rolf Rabenholz kehrte nicht mehr in den höherklassigen Fußball zurück.